# Territorio de Jammu y Cachemira
Jammu y Cachemira es un territorio de la unión de la India, ubicado en el norte del país y limita con el territorio de la unión de Ladakh al este y los estados de Himachal Pradesh y Punjab al sur.  La Línea de Control lo separa de la parte de la región de Cachemira administrada por Pakistán al oeste y al norte.  El territorio formaba parte del antiguo estado de Jammu y Cachemira.

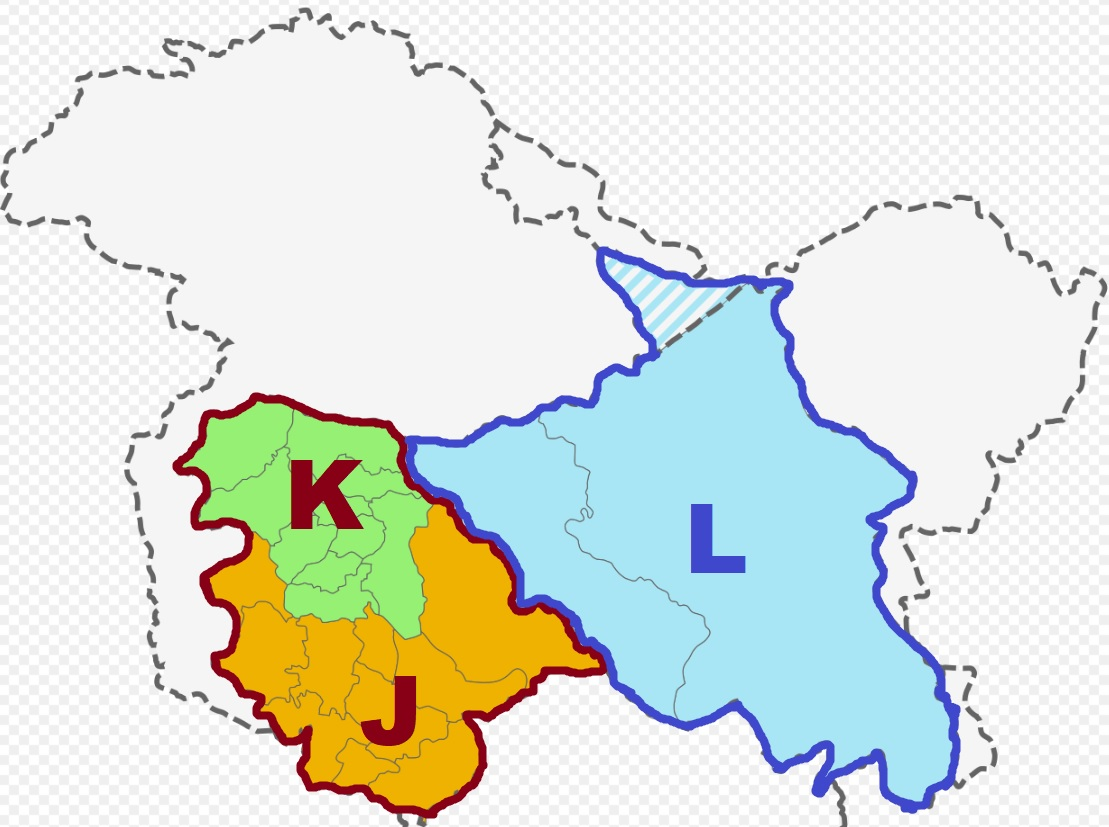
El territorio de Jammu y Cachemira (J y K), bordeado en color carmín. El territorio de Ladakh (L), bordeado en azul.

Las disposiciones para la formación del territorio de la unión de Jammu y Cachemira estaban contenidas en la Ley de Reorganización de Jammu y Cachemira, 2019, que fue aprobada por ambas cámaras del Parlamento de la India en agosto de 2019. La ley reconstituyó el antiguo estado de Jammu y Cachemira en dos territorios de la Unión, Jammu y Cachemira y Ladakh, con efecto a partir del 31 de octubre de 2019.